# Phoebe laevis
Phoebe laevis är en lagerväxtart som beskrevs av André Joseph Guillaume Henri Kostermans. Phoebe laevis ingår i släktet Phoebe och familjen lagerväxter. Inga underarter finns listade i Catalogue of Life.